# Verbesina centroboyacana
Verbesina centroboyacana es una especie de arbusto de la familia Asteraceae endémica de Colombia.

## Descripción
Arbusto de 2,5 m. Las hojas son alternas, coriáceas, ovadas a ovado-lanceoladas, glabras en el haz y envés; el ápice es agudo, la base es atenuada formando un pseudopecíolo; margen revoluta, dentada solo en los dos tercios superiores; venación pinatinervia. Inflorescencias en corimbos o panículas, los pedicelos son villosos. Involucro acampanado uniseriado; las filarias son linear-oblongas, ensanchadas en la base y agudas en el ápice, glabras o con indumento seríceo hacia la base. Receptáculo convexo; las páleas son oblongas, plegadas, agudas, glabras, oscura y con puntos translucidos, levemente ciliada en el margen. Las flores son blancas, con 5-10 flores de radio femeninas, liguladas, con un tubo pubescente, la lígula es elíptica tridentada, el estilo es bífido y glabro, el ovario es triquetro, uniaristado y sin aleta; con cerca de 20 flores de disco, hermafroditas, con corola tubulosa velluda, ligeramente pentadentada, los dientes son oblongos; anteras negruzcas con base mútica. Aquenios comprimidos obovados de 4 mm de longitud, los externos son más gruesos, pilosos y con la aleta poco desarrollada; los internos con escaso indumento, aleta clara y ciliada; pappus formado por dos aristas ciliadas.

## Distribución
Es endémica de Colombia y se distribuye a lo largo de la Cordillera Oriental en los departamentos de Boyacá y Cundinamarca. Se puede encontrar entre 1990 a 3120 m s. n. m.